# Hemicrepidius hirtus
Hemicrepidius hirtus је инсект из реда тврдокрилаца који припада фамилији скочибуба (Elateridae). 

## Распрострањеност
Врста је распрострањена у Европи, Малој Азији и Ирану. У Србији је бележена у Војводини, источном, централном и југоисточном делу земље.

## Станиште
Типична станишта су подручја са добром вегетацијом. Јавља се у отвореним листопадним и мешовитим шумама, ливадама али и на култивисаном земљишту које се граничи са шумама. Може се срести од низијских до високопланинских надморских висина. Одрасле јединке су активне од маја до јула, у планинским пределима до августа. Преко дана се налазе на ниским грмовима и зељастим биљкама попут трава (Poaceae) и штитара (Apiaceae).

## Опис врсте
Одрасли инсект достиже дужину тела од 13 до 17 mm. Тело је у потпуности црно обојено и прекривено сребрнастим длачицама. Антене дуге и црне. Дуж елитрона су присутни гребени.

## Животни циклус
Парење се дешава рано у сезони. Женка полаже јаја у земљу или испод коре дрвета, пањева и стабала која су одређеној фази труљења. Из јаја се развијају грабежљиве ларве, хране се другим инсектима али и распадајућим биљним материјалом. Развијају се током лета и презимљавају у земљишту или дрвету. Свој развој завршавају у пролеће и до маја метаморфозирају у стадијум лутке из којих настају одрасле јединке нове генерације.